# Shakai Minshū-tō
Die Shakai Minshū-tō (jap. 社会民衆党 englisch Social Democratic Party) war eine politische Partei in Japan in der Zeit vor dem Zweiten Weltkrieg. Unter den damals drei wichtigsten proletarischen Parteien in Japan nahm die Shakai Minshū-tō eine rechtsgerichtete Position ein.
Die Partei wurde am 5. Dezember 1926 von der Japanischen Arbeitsföderation (Sōdōmei), anderen Gewerkschaften und der Independent Labour Association, einer Organisation moderater linker Intellektueller, gegründet. Abe Isoo wurde zum Vorsitzenden der Partei gewählt. Suzuki Bunji, Nishio Suehiro, Akamatsu Katsumaro, Shimanaka Yuzō und Kagawa Toyohiko waren Mitglieder des Zentralkomitees der Partei. Die Mitglieder, die die neue Partei bildeten, hatten der Labour-Farmer Party angehört, die sich gegen die Aufnahme von Linken in die letztgenannte Partei stellte. Die Sōdōmei und eine andere Gewerkschaft hatten sich am 24. Oktober 1926 aus der Labour-Farmer Party zurückgezogen. Nur vier Tage nach ihrer Gründung erlitt die neue Partei jedoch ihre erste Spaltung, da sich linke Sozialisten trennten und die Japan Labour-Farmer Party gründeten.
Im März 1927 wurde die General Federation of Japanese Peasant Unions als Agrarflügel der Partei gegründet (japanisch: Nihon Nomin Kumiai Sodomei). Eine mit der Partei verbundene Frauenorganisation, die Soziale Frauenliga wurde im November 1927 gegründet. Im Juli 1928 änderte sie ihren Namen in Sozialdemokratische Frauenliga.
Was die chinesische Frage betrifft, so wandte sich die Partei gegen die Politik der japanischen Regierung und forderte eine Anerkennung der Nanjing-Regierung und die Förderung der Drei Prinzipien des Volkes von Sun Yat-sen. Im Mai 1927 schickte die Shakai Minshū-tō Miyazaki Ryūsuke (宮崎 龍介; 1892–1971) und Matsuoka Komakichi nach Shanghai, wo sie sich mit Chiang Kai-shek trafen. Eine Solidaritätsvereinbarung zwischen der Shakai Minshū-tō und der Kuomintang wurde unterzeichnet.
Miyazaki Ryusuke verließ die Partei 1929 und gründete die Nationaldemokratische Partei.
Bei den nationalen Wahlen 1930 gewann die Partei zwei Sitze.
Die Partei fusionierte im Juli 1932 mit der National Labour-Farmer Masses Party und bildete die Shakai Taishūtō.